# Alianza Lima
Club Alianza Lima je fotbalový klub z peruánského hlavního města Lima. Byl založen 15. února 1901 mladými lidmi, kteří se chtěli věnovat sportu. V současné době je nejstarším fotbalovým klubem, který soutěží v první divizi Peru.
Zakladatelé přijali název na počest stáje Alianza, majetku prezidenta republiky Augusto B. Leguía, kterou používali k oslavám svých prvních her. Je považován za jednoho ze tří velikánů peruánského fotbalu. Jeho nejlepší mezinárodní výkon byl v roce 1976, když byl šampionem Copa Simón Bolívar.
Klubové barvy jsou modrá a bílá. Vzhledem k italskému původu Eduarda Pedreschiho, zakládajícího člena, bylo rozhodnuto, že první oblečení bude mít barvy italské vlajky. První uniformy byly tedy zelené s bílou. Později byly do uniformy zahrnuty barvy stáje, kterými byla modrá, bílá a černá, které se nosily na košili, kalhotách a ponožkách. Po letech byla modrobílá uniforma vyrobena v podobě pruhů, která se používá dodnes.
Jeho fotbalová činnost začala v prvních letech po založení; setkání však byla amatérská a při několika příležitostech také přátelská. Je to jediný přežívající klub z těch, kteří v roce 1912 založili peruánskou fotbalovou ligu, kde klub hrál tento turnaj poprvé.
Alianza Lima hraje doma na stadionu Alejandra Villanueva, známého také jako Matute, jehož je absolutním vlastníkem, a ten nese jméno jednoho z nejvýznamnějších fotbalistů v historii Aliance. Slavnostně byla otevřena 27. prosince 1974 a nachází se ve čtvrti La Victoria ve městě Lima.

## Historie

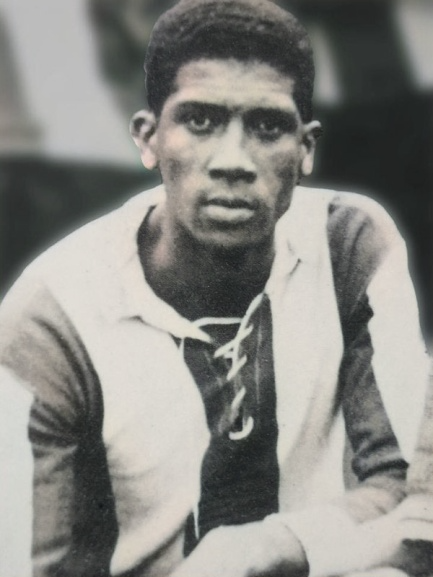
Alejandro Villanueva, maximální idol Alianza Lima.

Byl založen 15. února 1901 jako Sport Alianza, současný název nese od roku 1928, od roku 1951 má profesionální status. V roce 1912 byl zakládajícím členem peruánské nejvyšší soutěže (je jediným z osmi účastníků prvního ligového ročníku, který ještě hraje na vrcholové úrovni), chyběl v ní pouze v sezóně 1938/39, kdy na jediný rok sestoupil do druhé ligy. K roku 2014 získal 22 mistrovských titulů, lepší bilanci má jen další limský klub Club Universitario de Deportes, který je největším rivalem Alianzy a jejich vzájemný zápas je ostře sledovaný jako El Clásico Peruano.
Klub startoval v Poháru osvoboditelů třiadvacetkrát, nejlepším vystoupením byla účast v semifinále v letech 1976 a 1978.
Klubové barvy jsou námořnická modř a bílá. Korunky v klubovém znaku vycházejí z přezdívky Limy jako „města králů“. V říjnu, kdy slaví svátek patron Limy Señor de los Milagros de Nazarenas, mění klub na jeho počest barvu dresů na liturgickou fialovou.
Podle průzkumu z roku 2014 se ke klubu hlásí 345 987 fanoušků a je tak druhým nejoblíbenějším mužstvem celé latinské Ameriky (po mexickém Club América). Fanklub se jmenuje Comando Svr („sur“, španělsky „jih“, označuje jižní tribunu stadiónu Estadio Alejandro Villanueva, kterou obsazuje místní „kotel“; protože písmeno U je symbolem protivníků z Universitaria, v názvu ho nahradilo V).
Tragédie klub postihla 8. prosince 1987, kdy při leteckém neštěstí zahynulo šestnáct hráčů klubu, kteří se vraceli z ligového utkání v Pucallpě.
Alianza je nositelem peruánského rekordu ve výši ligového vítězství, když v roce 1984 porazila Sport Pilsen Callao 11:0.
Odchovancem klubu je Teófilo Cubillas, nejuznávanější peruánský fotbalista historie  a účastník tří světových šampionátů. 

## Úspěchy
národní
- 25 × vítěz peruánské Primera División: 1918, 1919, 1927, 1928, 1931, 1932, 1933, 1948, 1952, 1954, 1955, 1962, 1963, 1965, 1975, 1977, 1978, 1997, 2001, 2003, 2004, 2006, 2017, 2021, 2022[14]
- 1 × vítěz Supercopa: 1919

mezinárodní
- 1 × vítěz Copa Simón Bolívar: 1976 (II)[pozn. 1][18]

## Známí hráči
- Teófilo Cubillas
- Jefferson Farfán[19]
- Claudio Pizarro